# Armeria beirana
Armeria beirana é uma espécie de planta com flor pertencente à família Plumbaginaceae. 
A autoridade científica da espécie é Franco, tendo sido publicada em Nova Flora de Portugal 2: 561. 1984.

## Portugal
Trata-se de uma espécie presente no território português, nomeadamente em Portugal Continental.
Em termos de naturalidade é endémica da Península Ibérica.

## Protecção
Não se encontra protegida por legislação portuguesa ou da Comunidade Europeia.